# 20 lat – koncert przeżyj to sam
20 lat – koncert przeżyj to sam – album zespołu Lombard wydany w roku 2002 przez Koch International Poland.
Materiał jest zapisem koncertu na 20-lecie istnienia zespołu, który odbył się 20 października 2001 r. w Studio im. Agnieszki Osieckiej – Program 3 Polskiego Radia w Warszawie.

## Lista utworów
| Nr. | Tytuł                   | Muzyka             | Słowa                            | Czas |
| --- | ----------------------- | ------------------ | -------------------------------- | ---- |
| 1.  | Intro                   |                    |                                  | 1:05 |
| 2.  | Deja'vu – to już było   | Grzegorz Stróżniak | Marta Cugier                     | 4:41 |
| 3.  | Pani z telewizji        | Jacek Skubikowski  | Jacek Skubikowski                | 3:54 |
| 4.  | Gołębi puch             | Grzegorz Stróżniak | Małgorzata Ostrowska             | 4:29 |
| 5.  | Patrz! Patrz!           | Grzegorz Stróżniak | Marta Cugier                     | 4:31 |
| 6.  | Prywatna samotność      | Grzegorz Stróżniak | Marta Cugier                     | 4:34 |
| 7.  | Moja edukacja           | Grzegorz Stróżniak | Marta Cugier, Grzegorz Stróżniak | 4:38 |
| 8.  | Po cichu!               | Grzegorz Stróżniak | Marta Cugier                     | 4:25 |
| 9.  | Diamentowa kula         | Grzegorz Stróżnia  | Marek Dutkiewicz                 | 4:05 |
| 10. | Adriatyk – ocean gorący | Grzegorz Stróżniak | Małgorzata Ostrowska             | 6:11 |
| 11. | Nasz ostatni taniec     | Grzegorz Stróżniak | Leszek Pietrowiak                | 4:01 |
| 12. | Anka                    | Grzegorz Stróżniak | Jacek Skubikowski                | 4:38 |
| 13. | Taniec pingwina         | Jacek Skubikowski  | Jacek Skubikowski                | 4:28 |
| 14. | Machina myśli           | Grzegorz Stróżniak | Marta Cugier                     | 4:19 |
| 15. | Wirtualne spotkanie     | Grzegorz Stróżniak | Marta Cugier, Grzegorz Stróżniak | 3:56 |
| 16. | Szklana pogoda          | Grzegorz Stróżniak | Marek Dutkiewicz                 | 3:31 |
| 17. | Przeżyj to sam          | Grzegorz Stróżniak | Andrzej Sobczak                  | 6:50 |

## Muzycy
- Marta Cugier – śpiew
- Grzegorz Stróżniak – śpiew, instrumenty klawiszowe
- Piotr Zander – gitara
- Paweł Klimczak – gitara
- Henryk Baran – gitara basowa
- Paweł Świca – perkusja

## Personel
koncert
- Zofia Sylwin – producent koncertu
- Wojciech Przybylski – realizacja i mix antenowy
- Sebastian Włodarczyk – realizator dźwięku
- Marcin Matysiak – monitory
- Piotr Mielcarek – technika

mix – Studio „Hellenic”
- Sebastian Włodarczyk – realizator zgrań
- Marcin Matysiak – asystent realizatora
- Piotr Madziar – mastering

książeczka
- Gerd Ruschkowski – foto
- Darek Kafka – foto
- Adam Leniec – projekt graficzny